# Lechaina
Lechaina  este un oraș în Grecia în prefectura Elida.